# Sriharikota

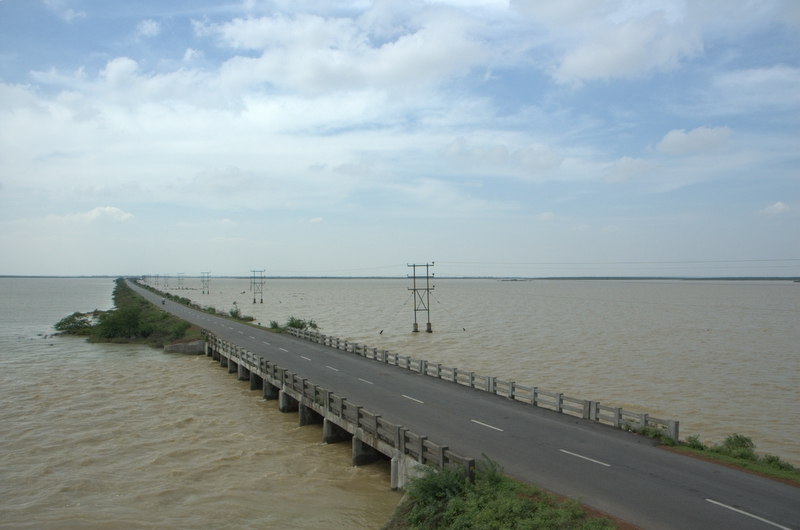
Zufahrt zur Insel

Sriharikota (Telugu: శ్రీహరికోట Śrīharikōṭa) ist eine Barriereinsel in Indien.
Sie liegt im Distrikt Sri Potti Sriramulu Nellore von Andhra Pradesh und trennt den Pulicat-See vom Golf von Bengalen. Sie ist über einen Damm vom Festland aus erreichbar.
Das Satish Dhawan Space Centre, der indische Weltraumbahnhof, befindet sich auf Sriharikota.